# Dramolet po Ćiribiliju (1972.)
Dramolet po Ćiribiliju je hrvatski humoristični televizijski mjuzikl koji je režirao Eduard Galić, dok je scenarist bio Milan Grgić.
Film je snimljen 1970., a premijerno je prikazan 29. listopada 1972. godine na Televiziji Zagreb.

## Radnja
Radnja ovog glazbenog djela smještena je u XVI stoljeće, u izmišljenom primorskom gradiću Cipsala. Grupa uskoka, koju progone mletački žbiri, sklonila se u ovaj mali grad gdje se upravo održava predstava putujuće glumačke družine. Žbiri ih, međutim, pronalaze, pa uskoci, kako bi izbjegli potjeru, oblače kostime glumaca i odlučuju odigrati dramolet. Na malom trgu, ispunjenom mještanima i žbirima, počinje njihova predstava, koja iznenada vodi do nepredviđenih obrata i komičnih situacija. U ovoj farsično-parodijskoj priči, uskoci se suočavaju s mletačkim žbirima, predvođenima kapetanom Trapollom, u pokušaju da izbjegnu njihovu potjeru.

## Glumačka postava
- Krešimir Zidarić kao Luka
- Fahro Konjhodžić kao Vjeverica
- Zvonimir Lepetić kao Marin Lipi
- Ivo Serdar kao Jastreb Poštar
- Ivo Fici kao Josip Bepo
- Mirko Vojković kao Trapolla
- Kruno Valentić kao pjesnik lutalica
- Josip Bobi Marotti kao Bartolo
- Helena Buljan kao Marina
- Richard Simonelli kao Điđi
- Mato Grković kao dužd
- Angel Palašev kao umobolni sluga
- Tihomir "Miško" Polanec kao mletački vojnik #1
- Ivan Krištof kao mletački vojnik #2
- Marijan Habazin kao mletački vojnik #3
- Miro Buhin kao mletački vojnik #4
- Nikola Gec kao mletački vojnik #5

## Vanjske poveznice
- Dramolet po Ćiribiliju u internetskoj bazi filmova IMDb-a